# Choloepus
Choloepus là một chi động vật có vú thuộc nhánh Xenarthra ở Trung Mỹ và Nam Mỹ, Họ Choloepodidae, Bộ Pilosa. Nó bao gồm các loài lười hai ngón. Hai loài trong chi Choloepus (có nghĩa là "chân què"), lười hai ngón Nam Mỹ (Choloepus didactylus) và lười hai ngón Hoffmann (Choloepus hoffmanni), trước đây chỉ được tin (dựa trên các nghiên cứu hình thái) là các thành viên còn sống sót trong Họ Megalonychidae, nhưng hiện đã được chứng minh bằng các kết quả phân tử là có họ hàng gần nhất với các loài lười đất đã tuyệt chủng của Họ Mylodontidae. Chi này được Illiger miêu tả năm 1811.

## Hình ảnh

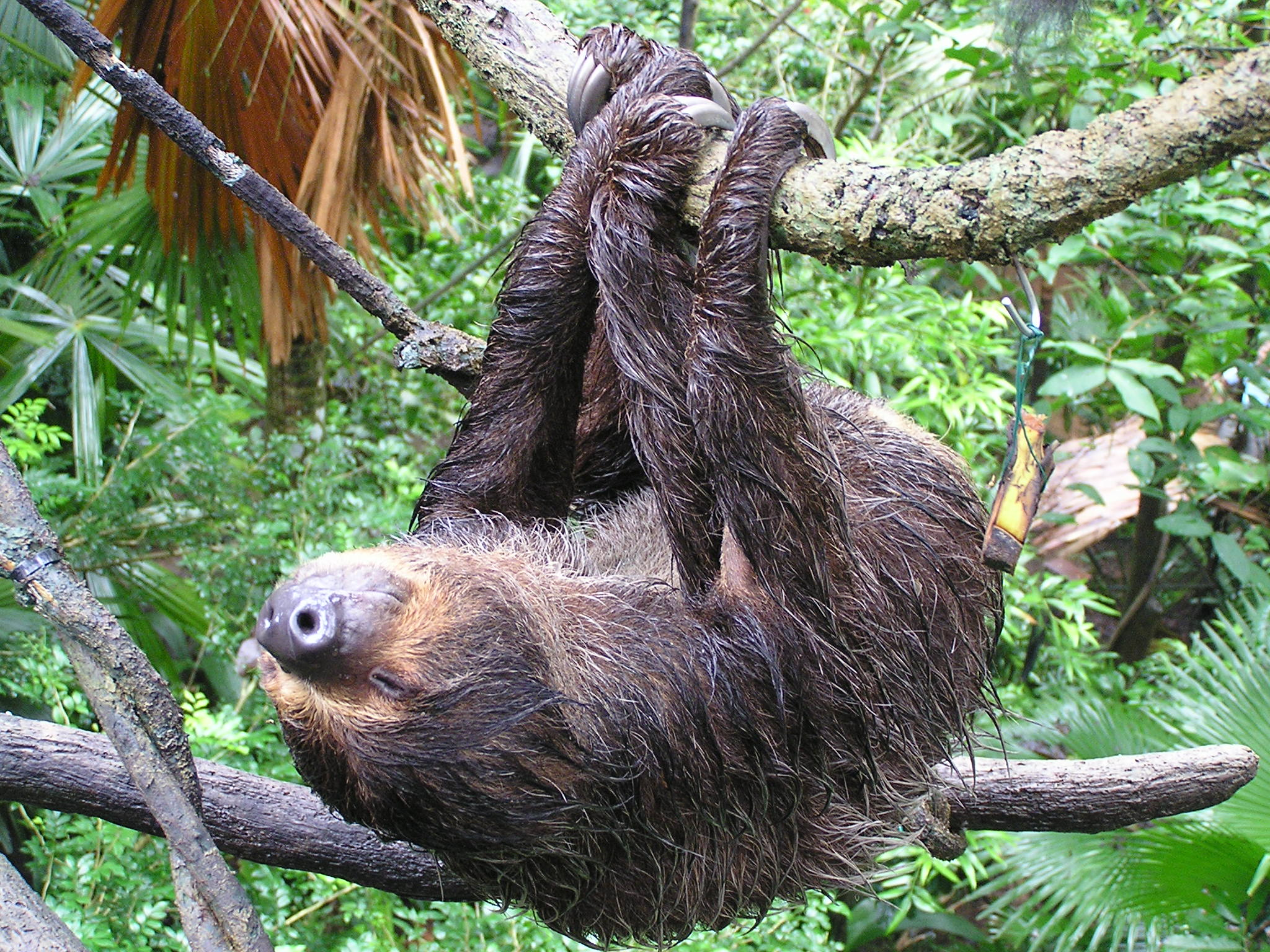
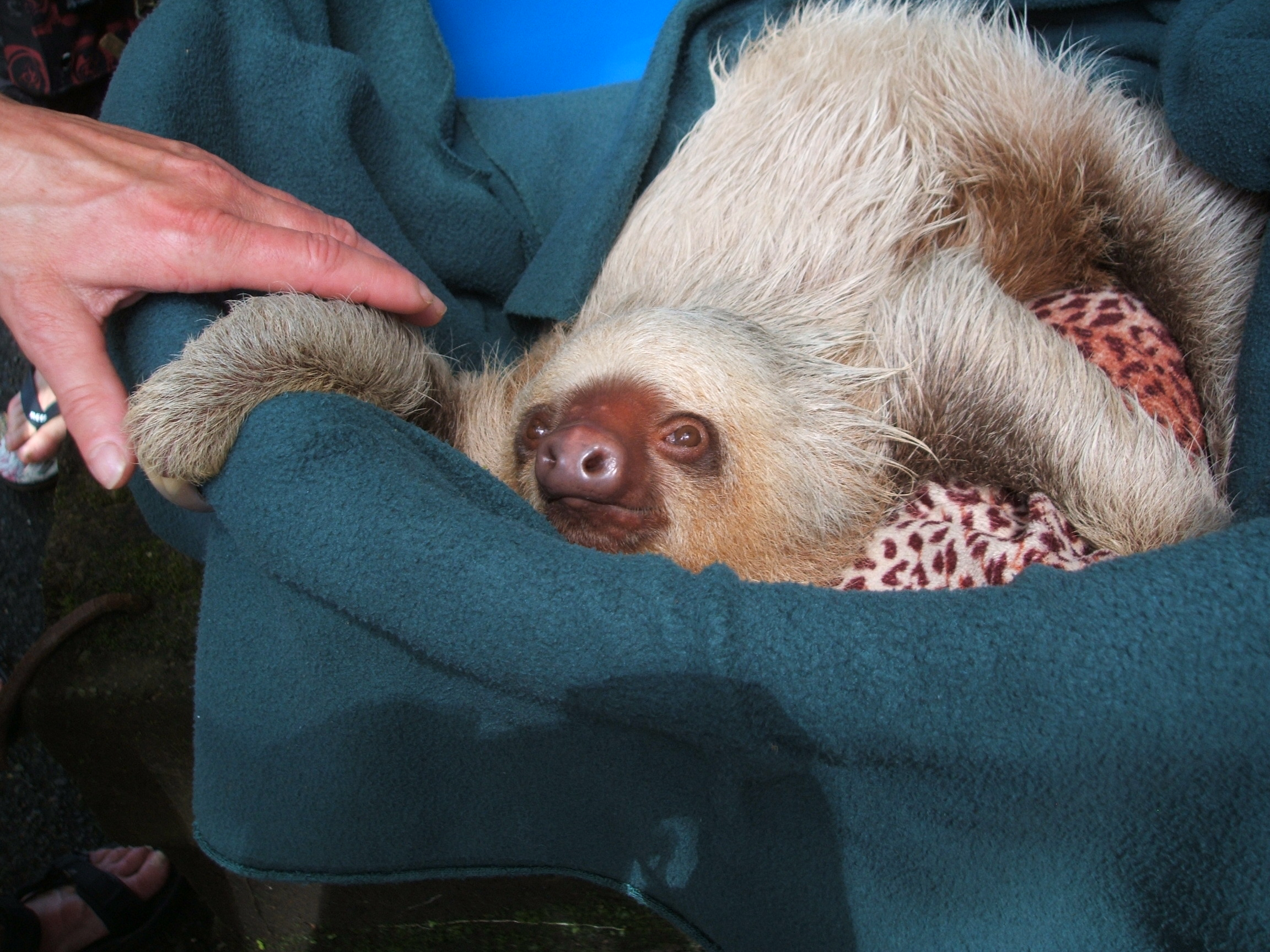
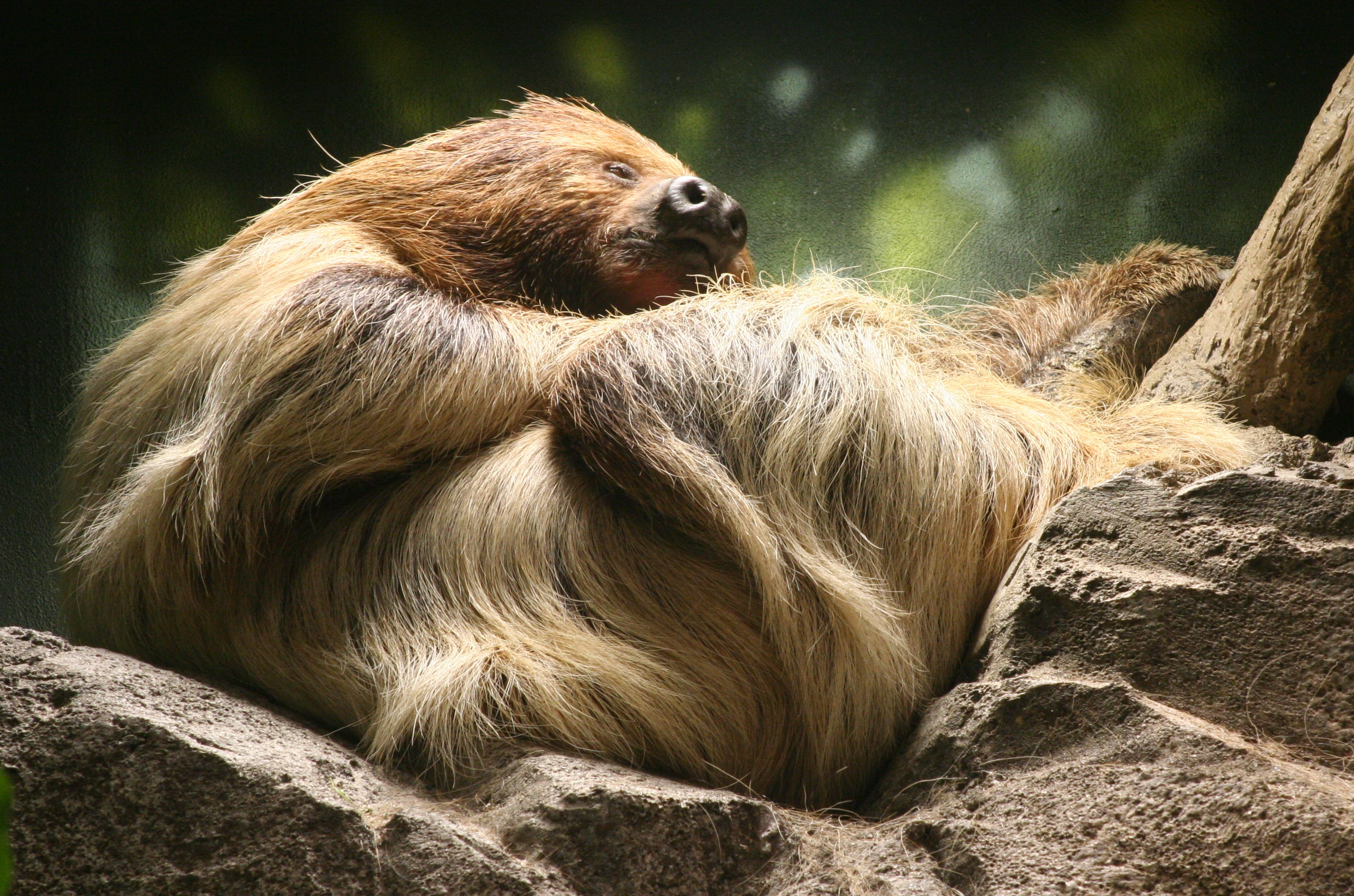
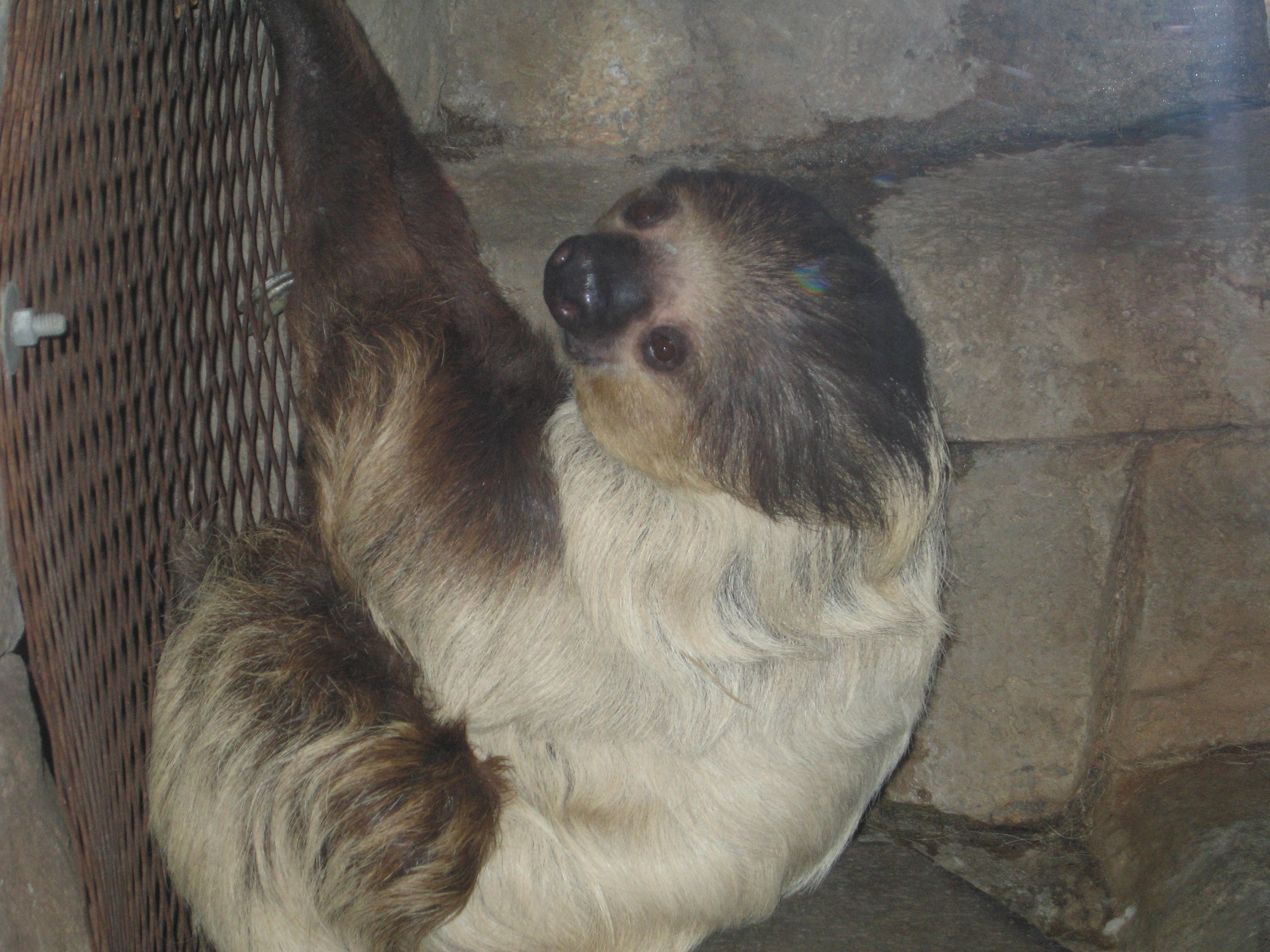

## Các loài
Chi này gồm các loài: